# Kapitálové náklady
Kapitálové náklady (často se používá zkratka CAPEX z anglického capital expenditures), jinak také kapitálové výdaje nebo investiční náklady, jsou náklady obchodní společnosti na pořízení nového a obnovu starého (nejen) fyzického majetku, jako např. zařízení, nemovitosti, průmyslové a technické vybavení. V účetnictví jsou investiční výdaje započteny k účetním aktivům.
Častou otázkou v účetnictví každé firmy je, zda dané náklady mají být vedeny jako investiční, nebo jako provozní výdaje. Náklady vedené jako provozní výdaje se promítají do nákladů najednou. Náklady vedené jako investiční se však amortizují postupně po dobu několika let.
Mezi nejčastější investice do stálých aktiv patří:
- kapitálové výdaje na pořízení hmotného investičního majetku (např. budovy, pozemky, umělecká díla, zvířata apod.)
- kapitálové výdaje na pořízení nehmotného investičního majetku (např. know-how, licence, autorská práva, software apod.)
- kapitálové výdaje na nákup finančního majetku dlouhodobé povahy (např. dlouhodobé obligace, majetkové cenné papíry apod.)[1]